# Saint-Nizier-le-Désert
Saint-Nizier-le-Désert est une commune française, située dans le département de l'Ain en région Auvergne-Rhône-Alpes.

## Géographie
Saint-Nizier-le-Désert fait partie de la Dombes. De par la richesse naturelle de cette région Saint-Nizier se retrouve sur un territoire classé Natura 2000, délimité par arrêté ministériel en 2008. La commune s'insère dans un vaste ensemble qui couvre 47 656 ha. Ce qui en fait le plus grand de la région Auvergne-Rhône-Alpes (au total, 65 communes sont concernées et 8 EPCI).
C’est la présence de nombreuses espèces rares et menacées en Europe qui a justifié sa désignation au sein de ce réseau européen d’espaces naturels.

### Climat
Pour des articles plus généraux, voir Climat d'Auvergne-Rhône-Alpes et Climat de l'Ain.
En 2010, le climat de la commune est de type climat océanique dégradé des plaines du Centre et du Nord, selon une étude du CNRS s'appuyant sur une série de données couvrant la période 1971-2000. En 2020, Météo-France publie une typologie des climats de la France métropolitaine dans laquelle la commune est dans une zone de transition entre le climat semi-continental et le climat de montagne et est dans la région climatique Bourgogne, vallée de la Saône, caractérisée par un bon ensoleillement (1 900 h/an), un été chaud (18,5 °C), un air sec au printemps et en été et des vents faibles.
Pour la période 1971-2000, la température annuelle moyenne est de 11,1 °C, avec une amplitude thermique annuelle de 17,7 °C. Le cumul annuel moyen de précipitations est de 995 mm, avec 10,7 jours de précipitations en janvier et 7,5 jours en juillet. Pour la période 1991-2020, la température moyenne annuelle observée sur la station météorologique de Météo-France la plus proche, sur la commune de Marlieux à 6 km à vol d'oiseau, est de 12,2 °C et le cumul annuel moyen de précipitations est de 909,1 mm,. Pour l'avenir, les paramètres climatiques de la commune estimés pour 2050 selon différents scénarios d'émission de gaz à effet de serre sont consultables sur un site dédié publié par Météo-France en novembre 2022.

## Urbanisme

### Typologie
Au 1er janvier 2024, Saint-Nizier-le-Désert est catégorisée commune rurale à habitat dispersé, selon la nouvelle grille communale de densité à 7 niveaux définie par l'Insee en 2022.
Elle est située hors unité urbaine. Par ailleurs la commune fait partie de l'aire d'attraction de Lyon, dont elle est une commune de la couronne,. Cette aire, qui regroupe 397 communes, est catégorisée dans les aires de 700 000 habitants ou plus (hors Paris),.

### Occupation des sols
L'occupation des sols de la commune, telle qu'elle ressort de la base de données européenne d’occupation biophysique des sols Corine Land Cover (CLC), est marquée par l'importance des territoires agricoles (64,5 % en 2018), en diminution par rapport à 1990 (65,6 %). La répartition détaillée en 2018 est la suivante : 
terres arables (55,2 %), eaux continentales (24,8 %), forêts (9,7 %), zones agricoles hétérogènes (7,5 %), prairies (1,7 %), zones urbanisées (1,1 %).
L'évolution de l’occupation des sols de la commune et de ses infrastructures peut être observée sur les différentes représentations cartographiques du territoire : la carte de Cassini (XVIIIe siècle), la carte d'état-major (1820-1866) et les cartes ou photos aériennes de l'IGN pour la période actuelle (1950 à aujourd'hui).

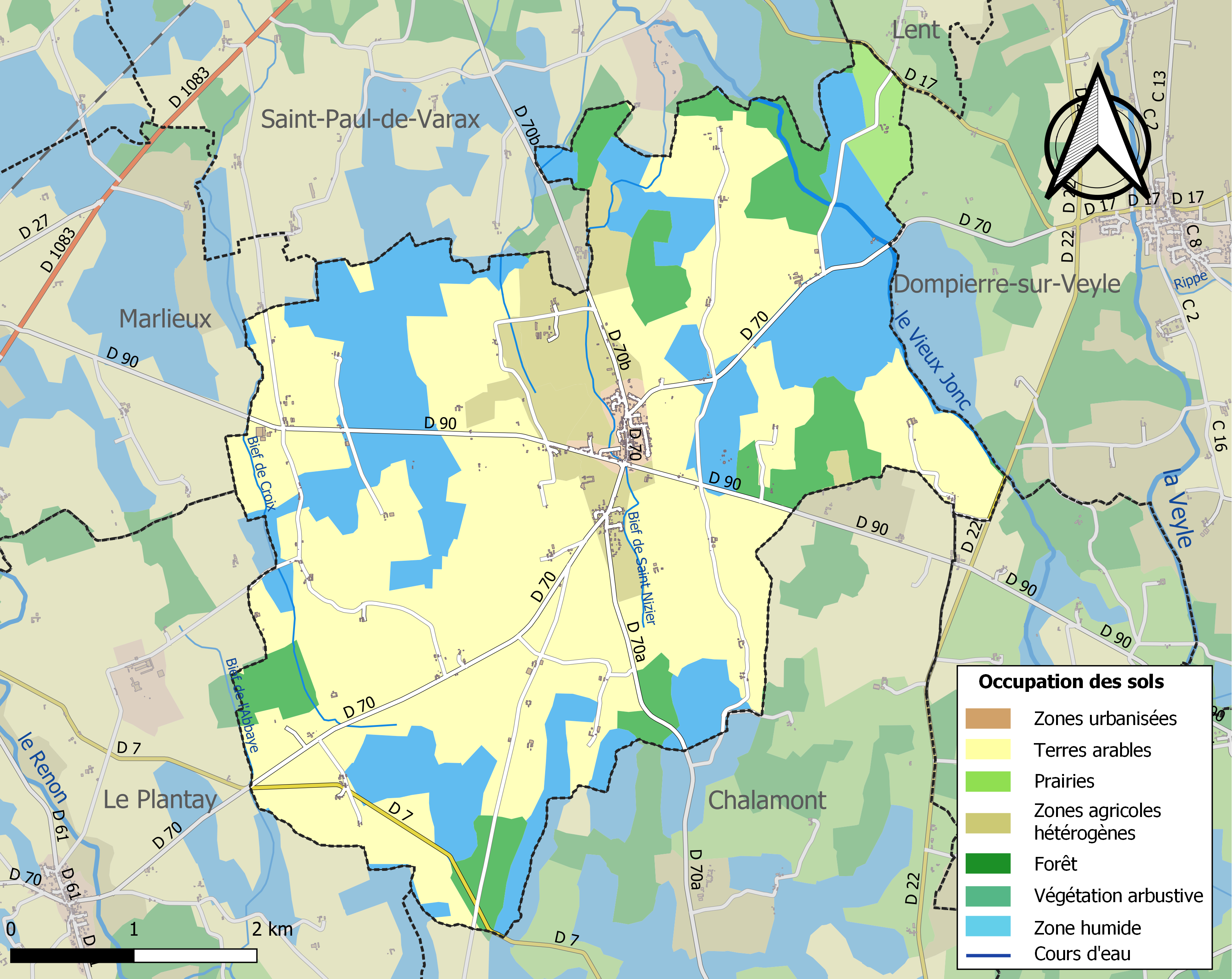
Carte des infrastructures et de l'occupation des sols de la commune en 2018 (CLC).

## Histoire
Mansus de Baruteri
Mas sur la commune de Saint-Nizier-le-Désert ou de Saint-Paul-de-Varax, dépendant du doyenné de Montberthoud. Humbert, sire de Beaujeu, le prit sous sa sauvegarde en 1259 [sic], moyennant une redevance annuelle de 7 bichets d'avoine.
Mansus de Basouges
Mas sur la commune de Saint-Nizier-le-Désert ou de Saint-Paul-de-Varax. Humbert, sire de Beaujeu, le prit sous sa sauvegarde en 1248. Ce mas dépendait du doyenné de Montberthoud en Dombes.

### Alluires
Étang de 20 hectares 9 ares. Cet étang, situé à l'ouest du bourg, occupe l'emplacement d'un mas appelé au Moyen Âge les Aloeres et les Alueres, et dépendant du doyenné de Montberthoud. Humbert, sire de Beaujeu, le prit sous sa sauvegarde, en 1248, moyennant une redevance annuelle de 7 bichets d'avoine.

## Politique et administration

### Découpage territorial
La commune de Saint-Nizier-le-Désert est membre de la communauté de communes de la Dombes, un établissement public de coopération intercommunale (EPCI) à fiscalité propre créé le 1er janvier 2017 dont le siège est à Châtillon-sur-Chalaronne. Ce dernier est par ailleurs membre d'autres groupements intercommunaux.
Sur le plan administratif, elle est rattachée à l'arrondissement de Bourg-en-Bresse, au département de l'Ain et à la région Auvergne-Rhône-Alpes. Sur le plan électoral, elle dépend du  canton de Ceyzériat pour l'élection des conseillers départementaux, depuis le redécoupage cantonal de 2014 entré en vigueur en 2015, et de la quatrième circonscription de l'Ain  pour les élections législatives, depuis le dernier découpage électoral de 2010.

### Administration municipale
| Période                                  | Période  | Identité            | Étiquette | Qualité                               |
| ---------------------------------------- | -------- | ------------------- | --------- | ------------------------------------- |
| 1989                                     | 2004     | André Grépelut      |           |                                       |
| 2004                                     | 2008     | Jean-Yves Barbet    |           |                                       |
| 2008                                     | mai 2020 | Françoise Bernillon |           | Profession rattachée à l'enseignement |
| mai 2020                                 | En cours | Jean-Paul Courrier  |           | Ancien cadre                          |
| Les données manquantes sont à compléter. |          |                     |           |                                       |

### Tendances politiques et résultats
| Scrutin             | Scrutin             | 1er tour | 1er tour | 1er tour | 1er tour | 1er tour  | 1er tour | 1er tour | 1er tour | 1er tour | 1er tour | 1er tour | 1er tour | 2d tour | 2d tour | 2d tour | 2d tour | 2d tour | 2d tour |
| Scrutin             | Scrutin             | 1er      | 1er      | %        | 2e       | 2e        | %        | 3e       | 3e       | %        | 4e       | 4e       | %        | 1er     | 1er     | %       | 2e      | 2e      | %       |
| ------------------- | ------------------- | -------- | -------- | -------- | -------- | --------- | -------- | -------- | -------- | -------- | -------- | -------- | -------- | ------- | ------- | ------- | ------- | ------- | ------- |
| Présidentielle 2017 | Présidentielle 2017 |          | FN       | 36,44    |          | LR        | 17,81    |          | LFI      | 16,19    |          | EM       | 15,59    |         | EM      | 57,87   |         | FN      | 42,13   |
| Présidentielle 2022 | Présidentielle 2022 |          | RN       | 34,19    |          | LREM      | 25,25    |          | REC      | 10,54    |          | LFI      | 10,14    |         | RN      | 58,37   |         | LREM    | 41,63   |
| Législatives 2022   | 4e                  |          | RN       | 31,68    |          | LFI-Nupes | 15,84    |          | LR       | 13,20    |          | LREM-Ens | 9,90     |         | RN      | 70,00   |         | LFI     | 30,00   |
| Législatives 2024   | 4e                  |          | RN       | 55,23    |          | EELV-NFP  | 18,18    |          | HOR-Ens  | 17,73    |          | LR       | 7,05     |         | RN      | 60,81   |         | HOR     | 39,19   |

## Démographie
L'évolution du nombre d'habitants est connue à travers les recensements de la population effectués dans la commune depuis 1793. Pour les communes de moins de 10 000 habitants, une enquête de recensement portant sur toute la population est réalisée tous les cinq ans, les populations de référence des années intermédiaires étant quant à elles estimées par interpolation ou extrapolation. Pour la commune, le premier recensement exhaustif entrant dans le cadre du nouveau dispositif a été réalisé en 2007.
En 2022, la commune comptait 922 habitants, en évolution de +0,88 % par rapport à 2016 (Ain : +5,15 %, France hors Mayotte : +2,11 %).
| 1793 | 1800 | 1806 | 1821 | 1831 | 1836 | 1841 | 1846 | 1851 |
| ---- | ---- | ---- | ---- | ---- | ---- | ---- | ---- | ---- |
| 561  | 411  | 514  | 502  | 484  | 480  | 464  | 483  | 532  |

| 1856 | 1861 | 1866 | 1872 | 1876 | 1881 | 1886 | 1891 | 1896 |
| ---- | ---- | ---- | ---- | ---- | ---- | ---- | ---- | ---- |
| 490  | 532  | 545  | 628  | 602  | 620  | 658  | 650  | 610  |

| 1901 | 1906 | 1911 | 1921 | 1926 | 1931 | 1936 | 1946 | 1954 |
| ---- | ---- | ---- | ---- | ---- | ---- | ---- | ---- | ---- |
| 580  | 576  | 603  | 539  | 525  | 528  | 493  | 519  | 451  |

| 1962 | 1968 | 1975 | 1982 | 1990 | 1999 | 2006 | 2007 | 2012 |
| ---- | ---- | ---- | ---- | ---- | ---- | ---- | ---- | ---- |
| 392  | 355  | 375  | 390  | 484  | 489  | 797  | 841  | 889  |

| 2017 | 2022 | - | - | - | - | - | - | - |
| ---- | ---- | - | - | - | - | - | - | - |
| 916  | 922  | - | - | - | - | - | - | - |

## Lieux et monuments

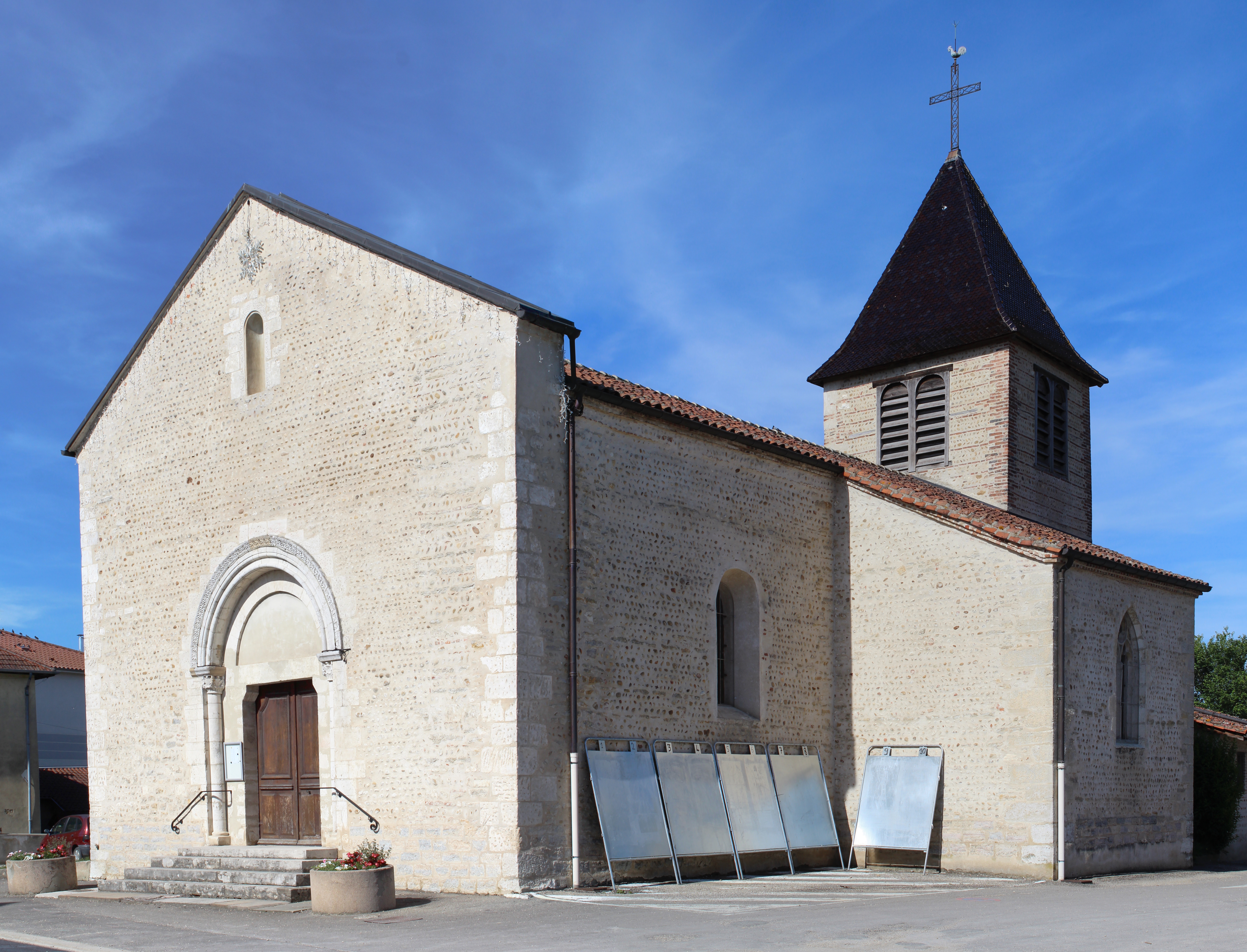
Église Saint-Nizier.

- Église Saint-Nizier d'origine romane. Le chœur du XIIe siècle est classé monument historique. Elle comporte une seule nef, croisée sur transept et abside. Le portail roman très sobre a des colonnettes surmontées de chapiteaux à décor floral et des têtes sculptées dans les angles de portes. Deux beaux bénitiers ornent l'entrée. Sur le perron, deux pierres tombales sont utilisées en marche d'escalier. En 2001, toute la façade extérieure ainsi que la toiture ont été entièrement refaites en pierres apparentes.
- Château de la Veyse ou Vèze à 2 km au nord-est du bourg. Restes d'un château cité au début du XIVe siècle, ruiné par les troupes françaises en 1595 et reconstruit au XVIIIe siècle[28].